# 刺痛我
《刺痛我》（英語：Piercing I）是刘健首部执导的長篇中国动画电影。2010年6月12日於安錫國際動畫影展上映。耗時三年製作。2012年4月12日上架土豆网原创频道。
導演的第二部動畫作品《大世界》雖與本作沒有關係，故事情節卻有所延續。